# Ленц, Максимилиан
Максимилиан Ленц (нем. Maximilian Lenz; 4 октября 1860, Вена — 19 мая 1948, Вена) — австрийский живописец, график и скульптор. Ленц был одним из основателей Венского сецессиона. В наиболее значимый периода творчества придерживался символизма, однако в поздний период обратился к реализму. Работал в различных техниках, включая масло, акварель, литографию и металлические рельефы.

## Биография
Родился в семье сапожника Винцента Ленца и его жены Анны-Терезии, урождённой Кржбелка. В семье было четверо детей: дочери Леопольдина-Анна и Эмма (умерла в возрасте 26 лет) и брат, так же рано умерший.
С 14 лет учился в школе прикладного искусства в Вене, затем в 17 лет поступил Венскую академию изящных искусств в класс Карла Вурцингера и Кристиана Грипенкерля. За успехи был награждён стипендией, благодаря которой два года провёл в Италии, главным образом в Риме.
Стал членом Венского дома художников. В конце 1880-х — начале 1890-х годов жил в Южной Америке, где с 1886 год Буэнос-Айресе занимался художественным оформлением банкнот для Центрального банка. По возвращении в Вену создал несколько сообществ художников, таких как Hagengesellschaft, противостоявших консервативной линии Дома художников.
В 1897 году Ленц вышел из Дом художников, чтобы стать одним из основателей Венского сецессиона. На первой выставке нового объединения его работа была отмечена как выдающаяся. Картина 1899 года «Мир» (Eine Welt) со сказочными и фантастическими образами и насыщенной цветовой палитрой была показана на четвертой выставке Венского сецессиона весной 1899 года и получила высокую оценку критиков за «грациозное обаяние и сонную, но сверкающую красоту» и «чистую грацию и музыкальное благозвучие». Картина также была показана зимой 1911—1912 годов на выставке Мюнхенского сецессиона.
Вместе с картиной «На пути в страну чудес» на десятой выставке Венского сецессиона 1901 года, тринадцатой выставке весной 1902 года и четырнадцатой выставке летом того же года («Бетховенская выставка») Ленц показал ряд рельефов из различных металлов, о которых отзывались как о красивых и изобретательных. Некоторые медные панели были также показаны в 1904 году на Всемирной выставке в Сент-Луисе.
В противоположность, попытка вместе с другими художниками Сецессиона выполнить несколько работ в технике ксилографии для каталога Бетховенской выставки окончилась неудачей: произведения получились «грубыми» и больше похожими на работу любителя, чем опытного художника, хотя совсем отрицательными отзывы не были.
Зимой 1903—1904 года вместе с Густавом Климтом Ленц посетил Равенну. Здесь художники увидели золотую мозаику, оказавшую на них сильное влияние. На двадцатой выставке в 1904 году картина Ленца «Яблоки Идунн» была признана одной из самых ярких наряду с работами Климта и Рудольфа фон Альта. Большая картина, похожая по стилю на работы Обри Бердсли, использовала эффектное сочетание золотого и черного: обнажённая черноволосая девушка сидит на фоне пышного пейзажа, её голову украшает золотая корона, на плечи накинут огромный золотой плащ, а в руках — золотые яблоки. В первое десятилетие в Венском сецессионе Ленц испытывал влияние прерафаэлитов; после 1910 в его работах проявляется больше реализма, а с 1918 года он отходит в объединении на второй план.

## Ар нуво
Ленц был членом официального комитета Сецессиона в 1905 году и 1906 годах. Весной 1906 года он участвовал в выставке Сецессиона с картиной «Лесной король и плачущая дева», принимал участие в показах 1907 и 1908 годов. В 1909 и 1910 годах выставлял картину «Марионетки», в 1911 — «Концерт». Затем состоялся показ работ Ленца на выставке 1913 году, а следующий раз его работы появились в рамках коллективной выставки в 1941 году.
Вдохновением для картины 1913 года «Песнь весны» послужило выступление в Вене в 1904 году танцовщицы Айседоры Дункан: в ней прослеживается символическая тема циклического обновления и возрождения и использован средневековый костюм. Эти идеи и связь с танцем также видны в работах Климта и движении символистов в целом. Также Ленц обращался к религиозным темам, в том числе написал картину «Крещение эфиопов».
Во время Первой мировой войны Ленц создал несколько плакатов, рекламирующих австро-венгерские военные облигации.
В 1938 году Ленц вышел из Венского сецессиона и вернулся в Дом художников.

### Личная жизнь
В 1904 году Ленц переехал в Нижнюю Австрию, где стал учителем рисования в семье Купельвизеров. В 1926 году он женился на Иде Купельвизер (1870—1927), дочери юриста Карла Купельвизера, но из-за смерти Иды брак продлился всего четыре месяца.